# Louis Chauffier
Pour les articles homonymes, voir Chauffier.
Louis Chauffier (Vannes 21 septembre 1843 – Vannes 17 février 1923) est un prêtre et historien français.

## Biographie
Ordonné prêtre en 1871 après avoir obtenu une licence en droit en 1867 et le diplôme d'archiviste paléographe en 1868 avec une thèse sur l'histoire du commerce extérieur de la Bretagne au Moyen Âge, Louis Marie Chauffier fut prosecrétaire de l'évêché, et chanoine honoraire en 1876. Il fut membre de la Société d'histoire et d'archéologie de Bretagne et de la Société polymathique du Morbihan.

## Publications
- Découverte d'un vase en bronze gallo-romain, contenant environ 1 500 médailles aux effigies impériales (IIIe siècle). Rapport de M. le Dr G. de Closmadeuc. Étude des médailles par M. l'abbé Chauffier, 1893.
- « Essai sur un coffret du XIIe siècle appartenant à la cathédrale de Vannes », extrait du Bulletin de la Société polymathique du Morbihan. 2e semestre 1874.
- « Lettre inédite d'Innocent III, du 12 mai 1200 [aux évêques de Bretagne, publiée par l'abbé Chauffier] », sd.
- Notice sur le culte rendu à saint Vincent Ferrier en Bretagne, 1881.
- « Plaque commémorative de la bénédiction et de la pose de la première pierre de l'ancien palais épiscopal de Vannes, le 27 août 1658, par Mgr Charles de Rosmadec, évêque de Vannes (1647-1671) », 1913.
- Répertoire général de bio-bibliographie bretonne, fondé par René Kerviler, continué par l'abbé Chauffier, 1908.